# Wolftrap
La muntanya de Wolftrap és un cim que es troba a la frontera entre els comtats de Laois i d'Offaly, a Irlanda. La muntanya fa 487 metres d'alçada convertint-la en el tercer cim més alt d'Offaly, la quarta muntanya més alta de la serralada Slieve Bloom i el 602è cim més alt d'Irlanda.
És el cim més al nord de la serralada Slieve Bloom.

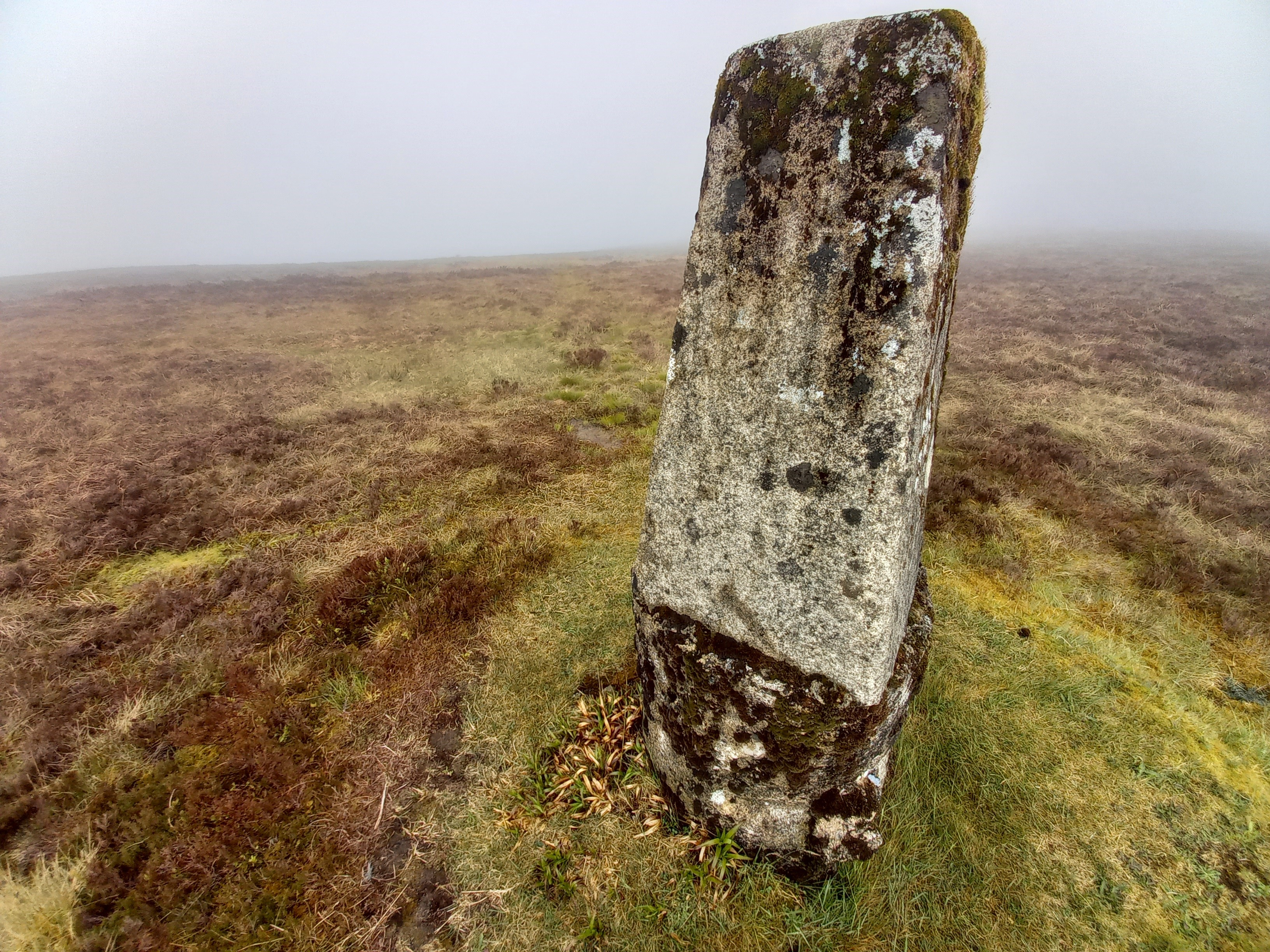
Vèrtex geodèsic al cim de la muntanya.